# Resistentialismus
Der Resistentialismus ist die Parodie einer Theorie. Er unterstellt unbelebten Dingen feindliches Verhalten gegenüber den Menschen, etwa verloren gehenden Schlüsseln, entweichenden Flummibällen u. ä. Der Begriff wurde vom Humoristen Paul Jennings geprägt, der 1948 in The Spectator einen Text mit dem Titel „Report on Resistentialism“ veröffentlichte.
Der Resistentialismus versteht sich als Parodie auf den Existentialismus, besonders auf Jean-Paul Sartre, dementsprechend nennt Jennings als den angeblichen Stifter der Theorie einen fiktiven Franzosen, Pierre-Marie Ventre. Der Leitspruch der Resistentialisten lautet „Les choses sont contre nous“ (Französisch: „Die Dinge sind gegen uns“).
Ein ähnliches Konzept, genannt Tücke des Objekts, entwirft Friedrich Theodor Vischer bereits 1878 in seinem Roman Auch Einer. Eine Reisebekanntschaft. Darin befindet sich der skurrile „A. E.“ in einem ständigen Kleinkrieg mit allen möglichen widerspenstigen Gegenständen des Alltags.
Die Idee feindlich gesinnter Objekte taucht auch in den Scheibenwelt-Romanen des englischen Autors Terry Pratchett auf, wo das Phänomen englisch malignity oder malignance genannt wird. Der Autor nennt als Beispiel Gartenschläuche, die sich – ganz gleich, wie sorgfältig man sie zusammenrollt und aufbewahrt – über Nacht wieder aufrollen und mit gordischen Knoten das Fahrrad an den Rasenmäher knüpfen.
Auch der amerikanische Autor Thomas Pynchon beschäftigt sich mit der Polarität von belebten und unbelebten Objekten. In seinem Roman V. ist der Protagonist der Überzeugung, er könne nur mit belebten Objekten erfolgreich umgehen. Durch den ganzen Roman hindurch verschwimmt die Trennlinie zwischen belebten und unbelebten Dingen, bis hin zu Alligatoren, die überzeugt sind, dass es ihre Bestimmung gewesen wäre, als Kinderspielzeug zu dienen.